# Galateas triumf
Galateas triumf är en freskomålning i Villa Farnesina i Rom. Den målades 1512
av den italienske renässanskonstnären Rafael. 
Havsnymfen Galatea ses farande på ett snäckskal draget av delfiner, omgiven av olika havsvarelser. Galateas triumf utgör, tillsammans med Sandro Botticellis Venus födelse och Våren, renässansens främsta skildringar av antikens "guldålder". Den är också oöverträffad i sin gestaltning av spontan och graciös kvinnlig rörelse. Rafaels fokus på rörelse ersatte det perspektiviska och statiska måleriet som utmärkte hans lärare Perugino (jämför Jungfru Marie trolovning). Rafaels bild erinrar om Botticellis Venus födelse och är fylld av euforiska och dynamiska figurer som kretsar runt Galateas livfulla kontrapost i mitten. Möjligen var modellen för Galatea den berömda kurtisanen Imperia La Divina.
Målningen beställdes av den påvliga bankiren Agostino Chigi från Siena som 1506–1510 lät uppföra Villa Farnesina, sannolikt ritat av Rafael. Chigi var mycket förmögen och anlitade tidens mest berömda konstnärer för palatsets utsmyckning. I samma sal finns Sebastiano del Piombos freskomålning Polyfemos. 
Målningarna skildrar en episod i Angelo Polizianos Stanze per la giostra (cirka 1480) som i sin tur är baserad på grekisk mytologi. Galatea älskade den sicilianske herden Acis och åtråddes själv av cyklopen Polyfemos. I Sebastiano del Piombos bild sjunger den klumpiga jätten Polyfemos en tafatt kärlekssång för Galatea som i Rafaels bild skrattande avvisar hans närmande. Rasande av svartsjuka dödar Polyfemos senare Acis med ett stenblock varpå Galatea utom sig av sorg, förvandlar Acis blod till en flod – enligt sägnen belägen på Sicilien. 
Rafaels målning inspirerade William Bouguereau som i sin version av Venus födelse från 1879 också låter gudinnan stå i ett snäckskal draget av delfiner, omgiven av tritoner som blåser i sina horn. 

## Relaterade målningar

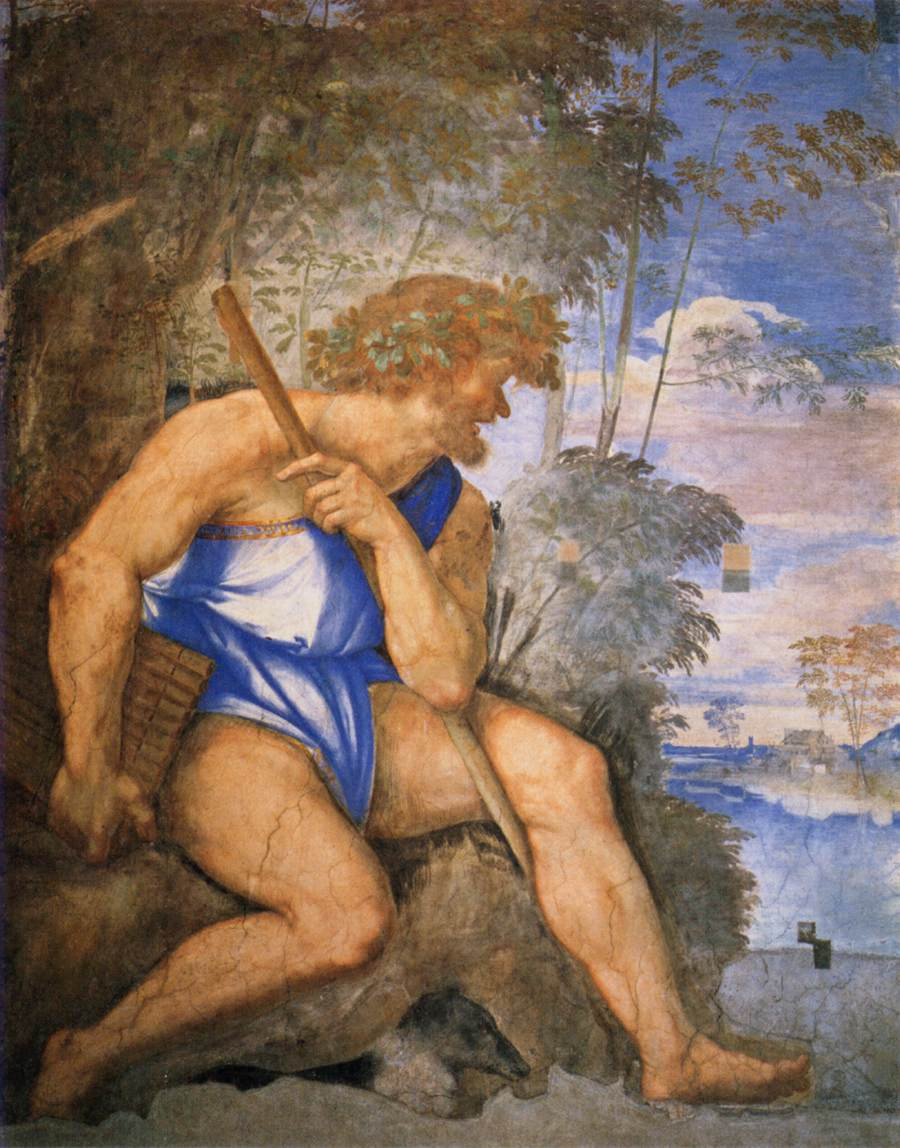
Sebastiano del Piombo, Polyfemos (1512).
Botticellis Venus födelse (cirka 1484–1486).
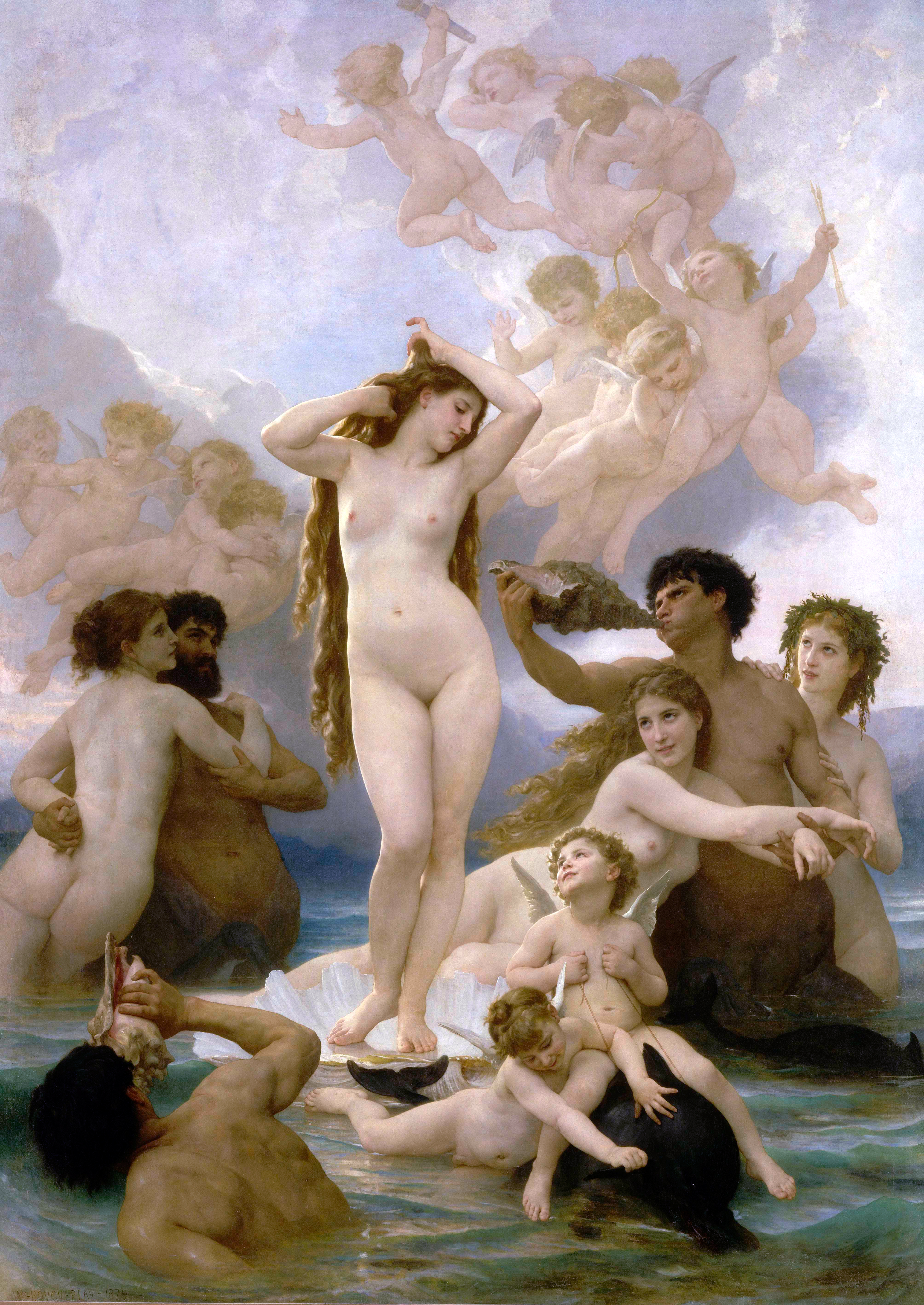
Bouguereaus Venus födelse (1879).